# پل لیدینگو

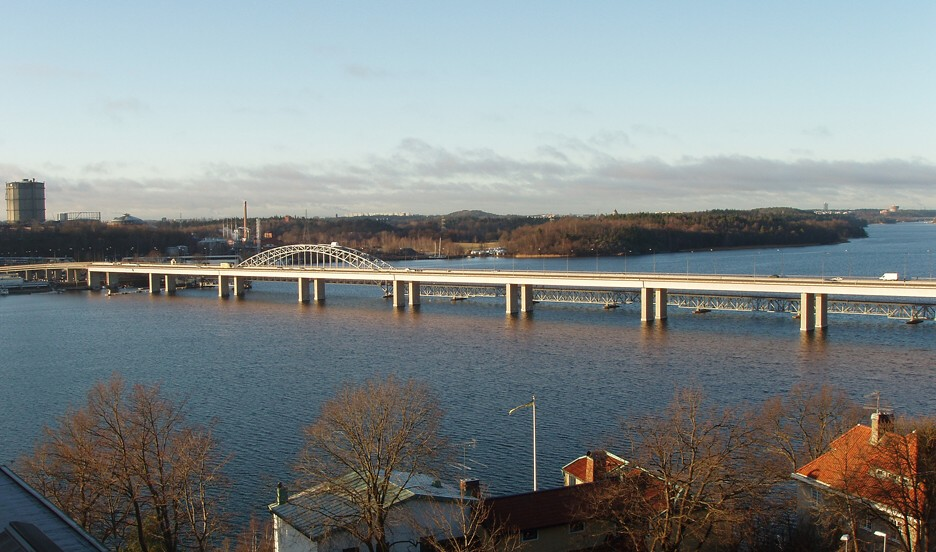
دو پل، لیدینگو را به استکهلم متصل می‌کند. آخرین پل که در سال ۱۹۷۱ ساخته شد.

پل لیدینگو نام دو پل موجود و دو پل تاریخی در سراسر تنگه لیلا ورتان بین سرزمین اصلی نورا یورگوردن در روپستن، در بخش شرقی استکهلم، و جزیره لیدینگو است.

## تاریخچه

### اولین پل شناور
در یک جلسه در سال ۱۸۰۲، ساکنان لیدینگو، که در آن زمان یک منطقه عمدتاً کشاورزی بود، تصمیم گرفتند برای ایجاد یک پل شناور که جزیره را به استکهلم متصل می‌کند، سرمایه‌گذاری کنند. ۵۰ سهم شرکت باید با مشارکت در پروژه با چوب، کار یا پول بازخرید می‌شد و پل در سال ۱۸۰۳ تکمیل شد. تقریباً ۸۰۰ متر (۲٬۶۰۰ فوت) طول، ۷ متر (۲۳ فوت) گسترده و این پل توسط عوارض تأمین مالی شده بود. این پل یکی از طولانی‌ترین پل‌های اروپا بود. به دلیل شکسته شدن یخ‌های رود در تابستان یک سوم آن در سال ۱۸۱۱ و بیشتر آن در سال ۱۸۵۸ تخریب شد و هر بار قیمت شیر را در استکهلم افزایش می‌داد چون در آن زمان بیشتر شیر در لیدینگو تولید می‌شد.

### پل پانتونی دوم
با ایجاد بندر ورتا هامنن، پل اصلی مانع از حمل و نقل در تنگه شد و به همین دلیل در سال ۱۸۸۳ توسط شهر استکهلم خریداری شد و در سال ۱۸۸۴ آن را با یک پل شناور جدید ۱۲ متر (۳۹ فوت) جایگزین کرد که پل جدی عریض بود و دارای دو بخش متحرک در هر انتها برای عبور کشتی‌ها داشت. این پل در نزدیکی پل فعلی قرار داشت. سطح جاده نسبت به سطح آب تنها ۱۰–۱۵ سانتیمتر (۳٫۹–۵٫۹ اینچ) فاصله داشت بنابراین حتی بادهای متوسط نیز عبور از پل را به یک تجربه سخت تبدیل می‌کرد. استفاده از کنده‌ها به‌جای زنجیر به‌خاطر پایداری پل در هنگام جزر، شناوری آن را به‌طور مؤثر افزایش می‌دهد اما کامیون‌های سنگین شروع به استفاده از پل کردند که برای آن ساخته نشده بود و به دلیل شکسته شدن یخ در فصل تابستان یک سوم پل را در سال ۱۹۱۸ تخریب شد.

### پل لیدینگو قدیمی
در پایان جنگ جهانی اول، تعداد فزاینده ماشین‌های موتوری ساخت پل با پایداری بیشتر را ضروری کرد و تا سال ۱۹۲۵ یک پل خرپایی فولادی ۹٫۱ متر (۳۰ فوت) با عرض ۶٫۷-متر (۲۲-فوت) سرانجام پل شناور دوم را جایگزین کرد. دو ریل راه‌آهن نیز داشت.
برای جلوگیری از کار فونداسیون در حداکثر عمق ۱۴۰-متر (۴۶۰-فوت) طاق خرپایی بلند استفاده شد آن را سرپا نگه داشت.
پس از ساخت پل جدید، خودروها دیگر اجازه ورود به پل قدیمی را نداشتند. این یک مسیر ریلی دارد که اکنون به عنوان یک تراموا (یا خط راه‌آهن سبک) در نظر گرفته می‌شود. نیمه دیگر پل برای دوچرخه و عابران پیاده استفاده می‌شود.

### پل لیدینگو جدید
با این حال، جمعیت لیدینگو و همچنین ترافیک همچنان رو به افزایش بود و در دهه ۱۹۵۰ پل قدیمی کافی نبود. پل جدید که در سال ۱۹۷۱ افتتاح شد.

## آلبوم تصاویر

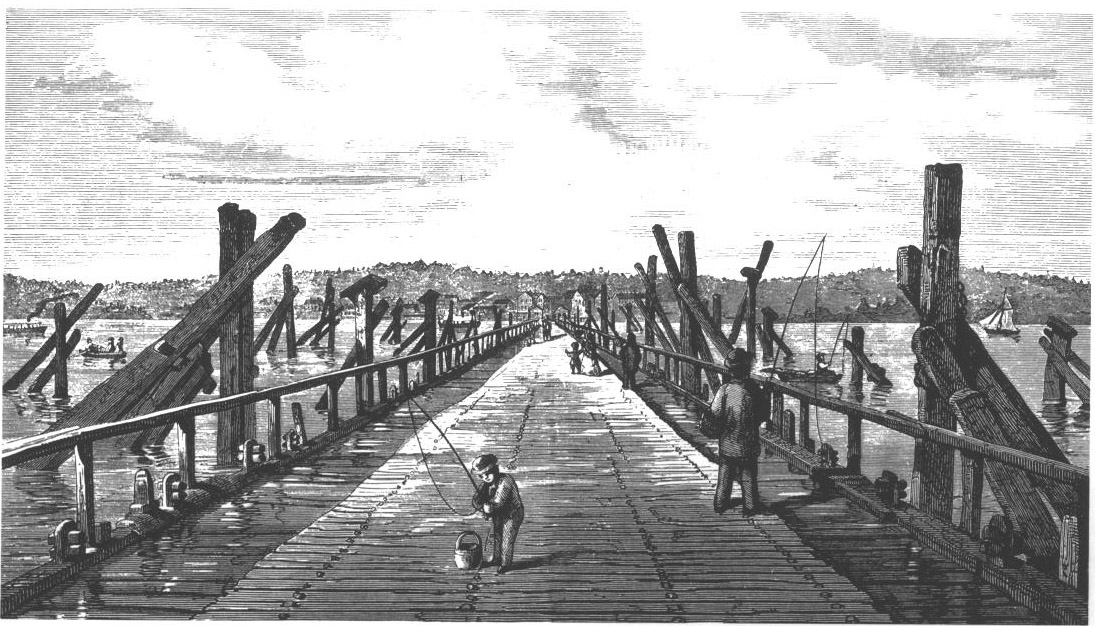
اولین پل شناور، ساخته شده در سال ۱۸۰۳. نمایی از لارسبرگ در لیدینگو.
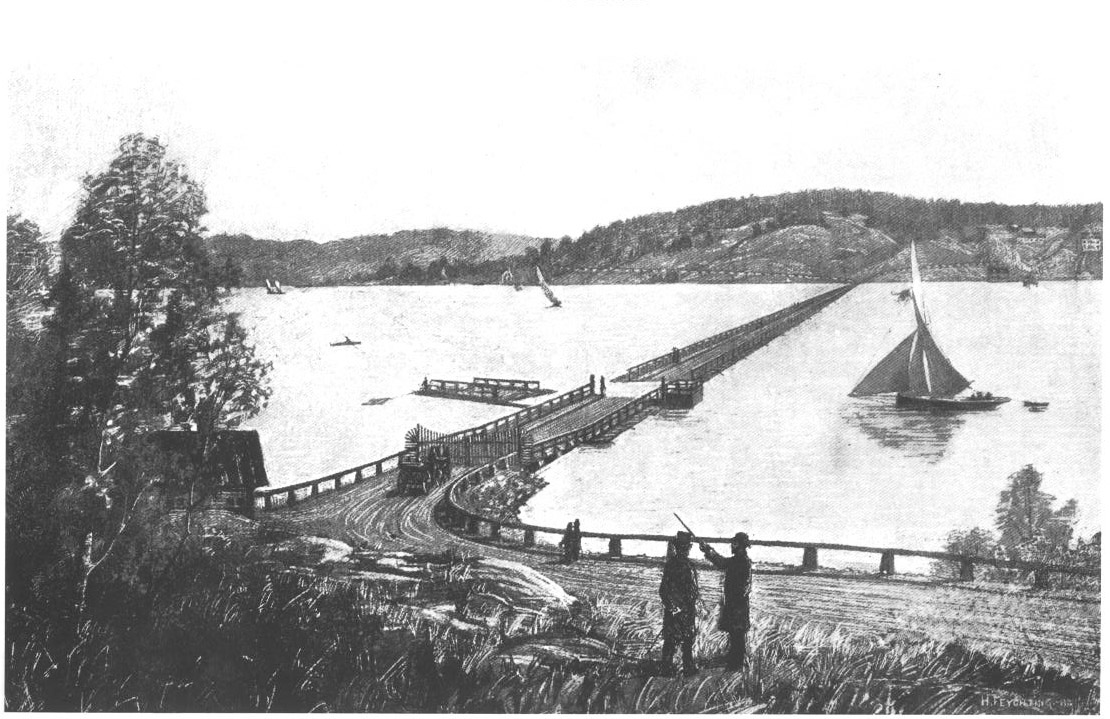
پل شناور دوم، ساخته شده در سال ۱۸۸۴. نمای از روپستن .
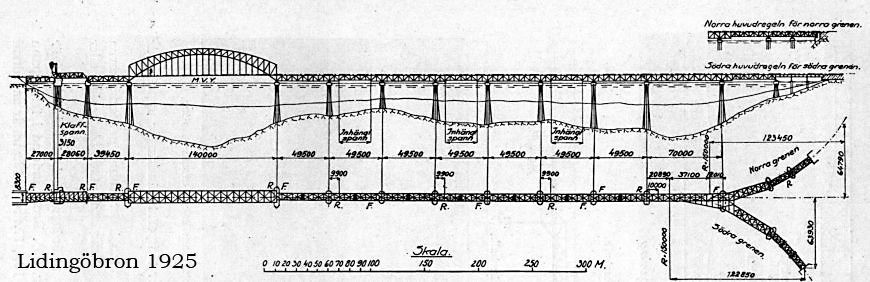
نقشه ای از پل "قدیمی" لیدینگو، ساخته شده در سال ۱۹۲۵.
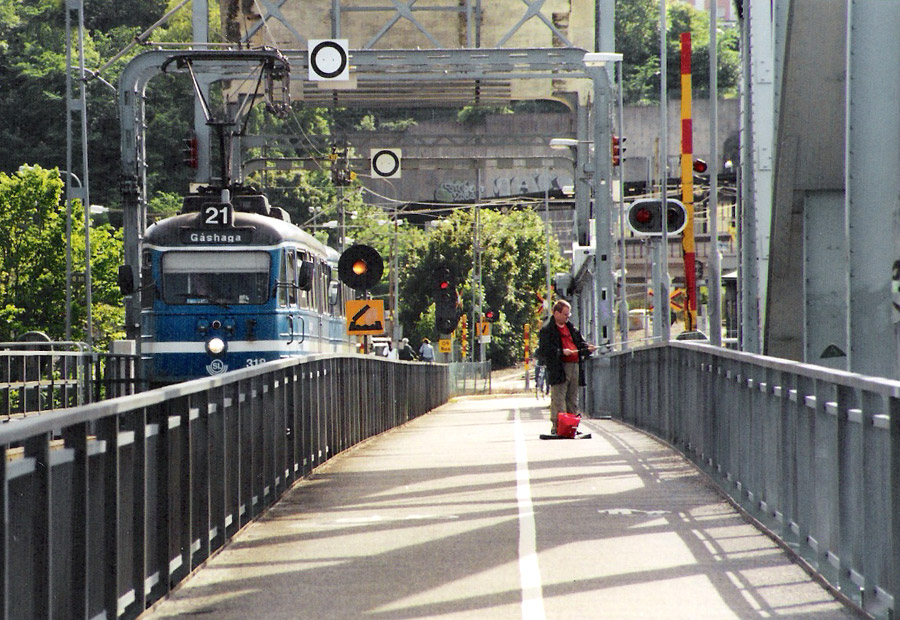
نمایی از پل ساخته شده در سال ۱۹۲۵ با تراموا به سمت گوشاگا و مردی که از روی پل ماهیگیری می‌کند.